# Неомъжена бяла жена
„Неомъжена бяла жена“ (на английски: Single White Female) е американски психологически еротичен трилър от 1992 г., базиран на романа SWF Seeks Same, написан от Джон Лъц през 1990 г. Режисьор и продуцент е Барбе Шрьодер, сценарият е на Дон Рус, и главните роли се изпълняват от Бриджит Фонда и Дженифър Джейсън Лий. Филмът е заснет в Ню Йорк и е пуснат по кината на 14 август 1992 г. от „Кълъмбия Пикчърс“.
През декември 2016 г. NBC разработва телевизионна адаптация за филма.